# Barbus gulielmi
Barbus gulielmi är en fiskart som beskrevs av Boulenger, 1910. Barbus gulielmi ingår i släktet Barbus och familjen karpfiskar. IUCN kategoriserar arten globalt som otillräckligt studerad. Inga underarter finns listade.